# La Haye (Seine-Maritime)
La Haye is een gemeente in het Franse departement Seine-Maritime (regio Normandië) en telt 253 inwoners (2005). De plaats maakt deel uit van het arrondissement Dieppe.

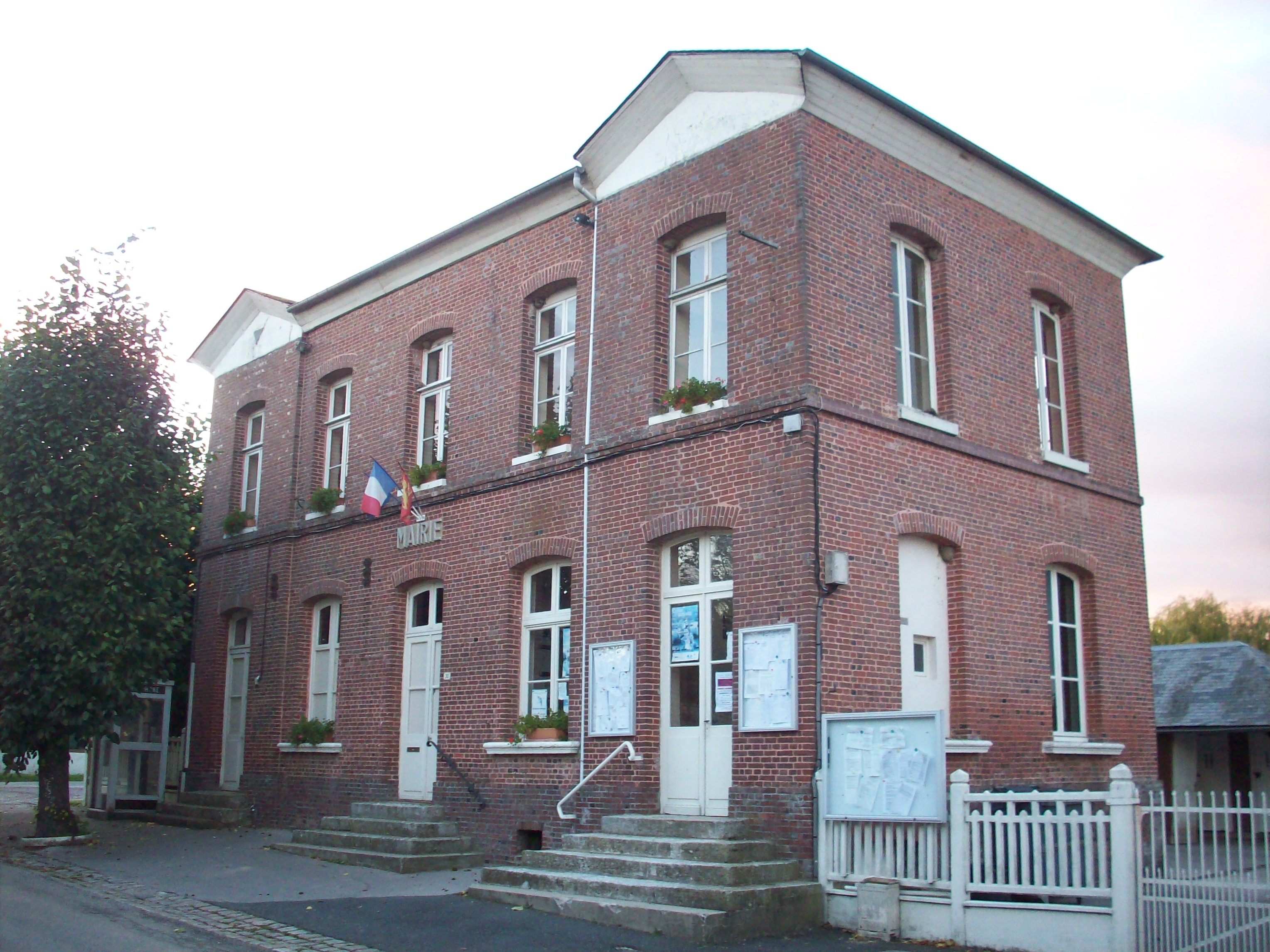
Gemeentehuis
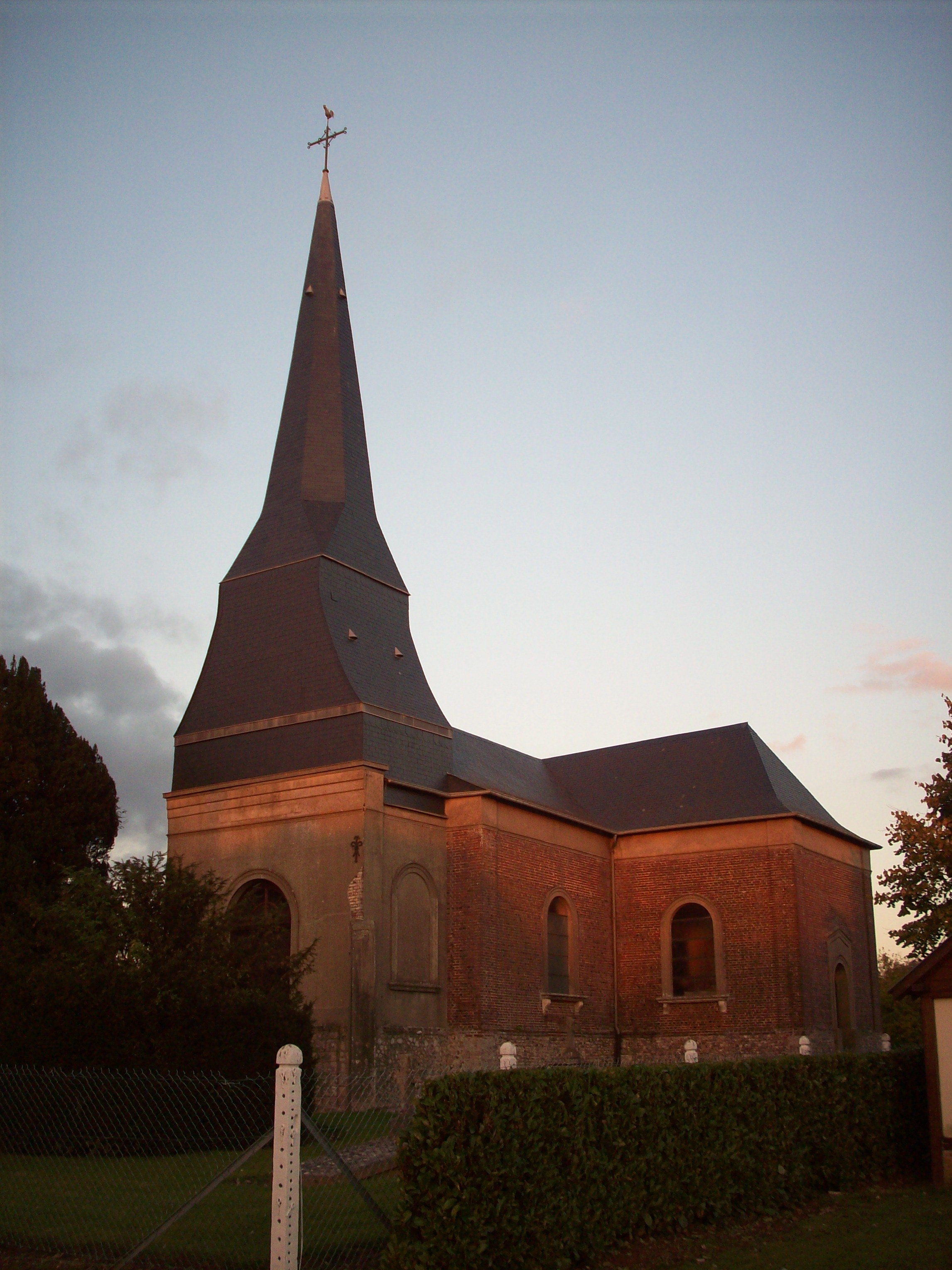
Kerk van La Haye

## Geografie
De oppervlakte van La Haye bedraagt 6,8 km², de bevolkingsdichtheid is 37,2 inwoners per km².
De onderstaande kaart toont de ligging van La Haye (Seine-Maritime) met de belangrijkste infrastructuur en aangrenzende gemeenten.

## Demografie
Onderstaande figuur toont het verloop van het inwonertal (bron: INSEE-tellingen).
1. ↑  Populations de référence 2022.